# Makeba
Makeba è un singolo della cantautrice francese Jain, pubblicato il 22 giugno 2015 come secondo estratto dal primo album in studio Zanaka.
Il brano è un omaggio alla cantante sudafricana Miriam Makeba e ha conosciuto una nuova popolarità nel 2023 dopo essere diventato virale sulla piattaforma sociale TikTok.
Il linea di basso della canzone riprende il giro di basso iniziale della canzone "Me and the Gang" del 1978 interpretata dal percussionista e cantautore americano Hamilton Bohannon.

## Tracce
Testi e musiche di Jeanne Louise Galice.
1. Makeba – 4:09

## Video musicale
Il video musicale tratto dal brano è stato pubblicato il 30 novembre 2016 sul canale YouTube ufficiale di Jain e diretto dal duo francese Greg & Lio.

## Formazione
Secondo le note di copertina di Zanaka:
- Jain – voce, tastiere, drum machine
- Maxim "Yodelice" Nucci – chitarra elettrica, basso
- Stéphane Montigny – trombone

### Produzione
- Maxim "Yodelice" Nucci – produzione, arrangiamento, registrazione, ingegneria del suono, missaggio
- Herb Powers – mastering
- Adrien Hurtebize – assistenza alla registrazione, assistenza all'ingegneria del suono

## Classifiche

### Classifiche settimanali
| Classifica (2017-23) | Posizione massima |
| -------------------- | ----------------- |
| Austria              | 11                |
| Belgio (Vallonia)    | 27                |
| Bulgaria             | 1                 |
| Canada               | 35                |
| Francia              | 15                |
| Germania             | 43                |
| Grecia               | 7                 |
| Irlanda              | 51                |
| Islanda              | 25                |
| Italia               | 63                |
| Lettonia             | 1                 |
| Libano               | 6                 |
| Lituania             | 6                 |
| Paesi Bassi          | 80                |
| Polonia              | 25                |
| Portogallo           | 146               |
| Regno Unito          | 52                |
| Repubblica Ceca      | 15                |
| Russia               | 52                |
| Slovacchia           | 8                 |
| Svezia               | 68                |
| Svizzera             | 9                 |
| Ungheria             | 20                |

### Classifiche di fine anno
| Classifica (2016) | Posizione |
| ----------------- | --------- |
| Francia           | 93        |
| Classifica (2017) | Posizione |
| Francia           | 161       |
| Classifica (2023) | Posizione |
| Bielorussia       | 81        |
| Svizzera          | 70        |
| Ucraina           | 172       |
| Ungheria          | 90        |
| Classifica (2024) | Posizione |
| Bielorussia       | 183       |